# Lasztonya
Lasztonya è un comune dell'Ungheria di 86 abitanti (dati 2001). È situato nella contea di Zala.